# Discografia de Oh My Girl
A discografia do grupo sul-coreano Oh My Girl consiste em dois álbuns de estúdio, oito mini-álbuns, dois re-lançamentos e quinze singles. Oh My Girl foi formado pela WM Entertainment em 2015. O mini-álbum de estreia do grupo, Oh My Girl, foi lançado em 20 de abril de 2015.

## Álbuns

### Álbuns de estúdio
| Título                                                                                   | Detalhes                                                                                          | Melhor posição nos charts | Melhor posição nos charts | Melhor posição nos charts | Vendas        |
| Título                                                                                   | Detalhes                                                                                          | [ 1 ]                     | JPN                       | JPNHot                    | Vendas        |
| Coreano                                                                                  | Coreano                                                                                           | Coreano                   | Coreano                   | Coreano                   | Coreano       |
| ---------------------------------------------------------------------------------------- | ------------------------------------------------------------------------------------------------- | ------------------------- | ------------------------- | ------------------------- | ------------- |
| The Fifth Season                                                                         | - Lançamento: 8 de maio de 2019 - Gravadora: WM Entertainment - Formatos: CD, download digital    | 4                         | —                         | —                         | - COR: 30,490 |
| Real Love                                                                                | - Lançamento: 28 de março de 2022 - Empresa: WM Entertainment - Formatos: CD, download digital    | 5                         |                           |                           | - COR: 70,116 |
| Japonês                                                                                  |                                                                                                   |                           |                           |                           |               |
| Oh My Girl Japan Debut Album                                                             | - Lançamento: 9 de janeiro de 2019 - Gravadora: Ariola Japan - Formatos: CD, download digital     | 54                        | 2                         | 4                         | - JPN: 16,200 |
| Oh My Girl Japan 2nd Album                                                               | - Lançamento: 3 de julho de 2019 - Gravadora: Ariola Japan - Formatos: CD, download digital       | 89                        | 7                         | 6                         | - JPN: 19,862 |
| Eternally                                                                                | - Lançamento: 8 de janeiro de 2020 - Gravadora: WM Entertainment - Formatos: CD, download digital | 60                        | 4                         | 4                         | - JPN: 17,358 |
| "—" indica lançamentos que não figuraram nas paradas ou não foram lançados nessa região. |                                                                                                   |                           |                           |                           |               |

### Álbuns de compilações
| Título          | Detalhes                                                                                     | Melhor posição nos charts    | Vendas       |
| Título          | Detalhes                                                                                     | [:en:Oricon Albums Chart]JPN | Vendas       |
| --------------- | -------------------------------------------------------------------------------------------- | ---------------------------- | ------------ |
| Oh My Girl Best | - Lançamento: 30 de março de 2022 - Gravadora: Ariola Japan - Formatos: CD, download digital | 14                           | - JPN: 6,037 |

### Reedições
| Título       | Detalhes                                                                                         | Melhor posição nos charts | Vendas                     |
| Título       | Detalhes                                                                                         | COR                       | Vendas                     |
| ------------ | ------------------------------------------------------------------------------------------------ | ------------------------- | -------------------------- |
| Windy Day    | - Lançamento: 26 de maio de 2016 - Gravadora: WM Entertainment - Formatos: CD, download digital  | 4                         | - COR: 30,490 - JPN: 3,528 |
| Fall in Love | - Lançamento: 5 de agosto de 2019 - Gravadora: WM Entertainment - Formatos: CD, download digital | 5                         | - KOR: 30,490              |

### Single álbuns
| Título            | Detalhes                                                                                         | Melhor posição nos charts | Vendas        |
| Título            | Detalhes                                                                                         | [ 15 ]                    | Vendas        |
| ----------------- | ------------------------------------------------------------------------------------------------ | ------------------------- | ------------- |
| Listen to My Word | - Lançamento: 1 de agosto de 2016 - Gravadora: WM Entertainment - Formatos: CD, download digital | 1                         | - COR: 30,490 |

## Extended plays
| Título                                                                                   | Detalhes                                                                                            | Melhor posição nos charts | Melhor posição nos charts | Vendas                       |
| Título                                                                                   | Detalhes                                                                                            | COR                       | JPN                       | Vendas                       |
| ---------------------------------------------------------------------------------------- | --------------------------------------------------------------------------------------------------- | ------------------------- | ------------------------- | ---------------------------- |
| Oh My Girl                                                                               | - Lançamento: 20 de abril de 2015 - Gravadora: WM Entertainment - Formatos: CD, download digital    | 6                         | —                         | - COR: 10,021+               |
| Closer                                                                                   | - Lançamento: 8 de outubro de 2015 - Gravadora: WM Entertainment - Formatos: CD, download digital   | 6                         | —                         | - COR: 11,931+               |
| Pink Ocean                                                                               | - Lançamento: 28 de março de 2016 - Gravadora: WM Entertainment - Formatos: CD, download digital    | 5                         | 99                        | - COR: 14,790+ - JPN: 3,273+ |
| Listen to My Word                                                                        | - Lançamento: 1 de agosto 2016 - Gravadora: WM Entertainment - Formatos: CD, download digital       | 1                         | —                         | - COR: 26,106+ - JPN: 3,555+ |
| Coloring Book                                                                            | - Lançamento: 3 de abril de 2017 - Gravadora: WM Entertainment - Formatos: CD, download digital     | 3                         | —                         | - COR: 29,736                |
| Secret Garden                                                                            | - Lançamento: 9 de janeiro de 2018 - Gravadora: WM Entertainment - Formatos: CD, download digital   | 4                         | 44                        | - COR: 35,692 - JPN: 1,952   |
| Banana Allergy Monkey (como Oh My Girl Banhana)                                          | - Lançamento: 2 de abril de2018 - Gravadora: WM Entertainment - Formatos: CD, download digital      | 5                         | —                         | - COR: 30,490 - JPN: 367     |
| Banana Allergy Monkey (como Oh My Girl Banhana)                                          | - Lançamento: 29 de agosto de 2018 (JPN) - Gravadora: Ariola Japan - Formatos: CD, download digital | —                         | 13                        | JPN: 7,470                   |
| Remember Me                                                                              | - Lançamento:10 de setembro de 2018 - Gravadora: WM Entertainment - Formatos: CD, download digital  | 3                         | —                         | - COR: 30,490 - JPN: 639     |
| Nonstop                                                                                  | - Lançamento: 27 de abril de2020 - Gravadora: WM Entertainment - Formatos: CD, download digital     | 3                         | 8                         | - COR: 30,490 - JPN: 1,671   |
| Dear OhMyGirl                                                                            | - Lançamento:10 de maio de 2021 - Gravadora: WM Entertainment - Formatos: CD, download digital      | 3                         | 22                        | - COR: 30,490                |
| "—" indica lançamentos que não figuraram nas paradas ou não foram lançados nessa região. | |                           |                           |                              |

## Singles
| Título                                                                                   | Ano     | Melhor posição nos charts | Melhor posição nos charts | Vendas (Download digital) | Álbum                            |
| Título                                                                                   | Ano     | COR                       | US World                  | Vendas (Download digital) | Álbum                            |
| Coreano                                                                                  | Coreano | Coreano                   | Coreano                   | Coreano                   | Coreano                          |
| ---------------------------------------------------------------------------------------- | ------- | ------------------------- | ------------------------- | ------------------------- | -------------------------------- |
| "Cupid"                                                                                  | 2015    | 103                       | —                         | - COR: 22,629+            | Oh My Girl                       |
| "Closer"                                                                                 | 2015    | 75                        | 12                        | - COR: 53,050+            | Closer                           |
| "Step by Step" (한 발짝 두 발짝)                                                         | 2016    | 79                        | —                         | - COR: 76,933+            | Pink Ocean                       |
| "Liar Liar"                                                                              | 2016    | 58                        | 9                         | - COR: 116,090+           | Pink Ocean                       |
| "Windy Day"                                                                              | 2016    | 62                        | 23                        | - COR: 161,702+           | Windy Day                        |
| "Listen to My Word (A-ing)" (내 얘길 들어봐)                                             | 2016    | 15                        | —                         | - COR: 213,833+           | Listen to My Word                |
| "Coloring Book" (컬러링북)                                                               | 2017    | 37                        | —                         | - COR: 70,189+            | Coloring Book                    |
| "Secret Garden" (비밀정원)                                                               | 2018    | 17                        | —                         | Indisponível              | Secret Garden                    |
| "Remember Me" (불꽃놀이)                                                                 | 2018    | 36                        | —                         | Indisponível              | Remember Me                      |
| "Love Speed" (사랑 속도) (com Yoo Jae-hwan)                                              | 2019    | —                         | —                         | Indisponível              | Sem álbum                        |
| "The Fifth Season (SSFWL)" (다섯 번째 계절)                                              | 2019    | 26                        | —                         | Indisponível              | The Fifth Season                 |
| "Bungee (Fall in Love)"                                                                  | 2019    | 50                        | —                         | Indisponível              | Fall in Love                     |
| "Nonstop" (살짝 설렜어)                                                                  | 2020    | 2                         | 14                        | Indisponível              | Nonstop                          |
| "Dun Dun Dance"                                                                          | 2021    | 1                         | —                         | Indisponível              | Dear OhMyGirl                    |
| "Real Love"                                                                              | 2022    | 27                        |                           | Indisponível              | Real Love                        |
| Japonês                                                                                  |         |                           |                           |                           |                                  |
| "Eternally"                                                                              | 2019    | —                         | —                         | Indisponível              | Eternally                        |
| "Lemonade"                                                                               | 2020    | —                         | —                         | Indisponível              | Etoile / Nonstop (Japanese ver.) |
| "Tear Rain"                                                                              | 2020    | —                         | —                         | Indisponível              | Etoile / Nonstop (Japanese ver.) |
| "Etoile"                                                                                 | 2020    | —                         | —                         | Indisponível              | Etoile / Nonstop (Japanese ver.) |
| "Dolphin (Japanese ver.)"                                                                | 2021    | —                         | —                         | Indisponível              | Dun Dun Dance (Japanese ver.)    |
| Inglês                                                                                   |         |                           |                           |                           |                                  |
| "Rocket Ride"                                                                            | 2020    | —                         | —                         | Indisponível              | Sem álbum                        |
| "—" indica lançamentos que não figuraram nas paradas ou não foram lançados nessa região. |         |                           |                           |                           |                                  |

### Singles promocionais
| Título                                                               | Ano  | Posição  | Álbum                           |
| Título                                                               | Ano  | COR Gaon | Álbum                           |
| -------------------------------------------------------------------- | ---- | -------- | ------------------------------- |
| "Safety Newspaper" (안전신문고)                                      | 2016 | —        | Sem álbum                       |
| "Supadupa" (천천히 해봐)                                             | 2020 | —        | Po~MyGirl                       |
| "Snow Ball" (스노우볼) (como Oh My Girl Banhana feat. Pororo, Loopy) | 2020 | —        | Po~MyGirl Banhana for Christmas |
| "Boggle Boggle" (보글보글)                                           | 2021 | —        | Po~MyGirl Boggle Boggle         |
| "Shark"                                                              | 2021 | 134      | Sem álbum                       |

## Participações em trilhas sonoras
| Título                                       | Ano  | Álbum                                                 |
| -------------------------------------------- | ---- | ----------------------------------------------------- |
| "When Autumn Comes" (어느새 가을)            | 2016 | Fantastic OST                                         |
| "Hello Love" (너의 귓가에 안녕)              | 2016 | Drinking Solo OST                                     |
| "Ma Friend"                                  | 2016 | The Haunted House: The Secret of the 'Ghost Ball' OST |
| "Eternalism"                                 | 2017 | Blood Blockade Battlefront & Beyond OST               |
| "Sweet Heart" (como Oh My Girl Banhana)      | 2018 | Clean with Passion for Now OST                        |
| "Remember" (기억해)                          | 2019 | Wannabe Challenge OST                                 |
| "I know" (Seunghee, Binnie and Jiho)         | 2020 | Start-up OST                                          |
| "I Love You Teacher" (Hyojung, Mimi, Binnie) | 2021 | Racket Boys OST                                       |
| "Say It To Me" (Hyojung, YooA, Jiho)         | 2021 | KARTRIDER X LINE FRIENDS OST Part 2.                  |

## Colaborações
| Ano  | Título                                             | Artistas                                                            | Álbum                             |
| ---- | -------------------------------------------------- | ------------------------------------------------------------------- | --------------------------------- |
| 2016 | "The Love of Fingertips" (손끝의 사랑)             | B1A4, Eunkwang, Changsub, A-JAX, APRIL, Oh My Girl, Kassy e Youngji | The Love of Fingertips - Single   |
| 2016 | "Puyo Puyo" (뿌요뿌요)                             | Kim Yong-il, Re:ON, Seunghee e Mimi                                 | Two Yoo Project Sugar Man Part.33 |
| 2016 | "Taxi"                                             | Sunny Girls (Eunha, Yooa, Cheng Xiao, Nayoung e Nancy)              | Inkigayo Music Crush Part.2       |
| 2016 | "I'll Be Free"                                     | Seunghee e Heejun Han                                               | Melody to Masterpiece TRACK 8     |
| 2016 | "White (feat. M. Tyson)" (화이트 (feat. 엠타이슨)) | Haha, Oh My Girl (feat. M. Tyson)                                   | 1LOVE – WINTER                    |
| 2018 | "The Shouts of Reds 2018" (승리의 함성 2018)       | Transfixion, Oh My Girl                                             | We, the Reds                      |
| 2018 | "Timing" (타이밍)                                  | B1A4, Oh My Girl, ONF                                               | Hello! WM                         |
| 2020 | "Ours" (너와 나의 시대)                            | B1A4, Oh My Girl, ONF                                               | Hello! WM                         |

## Performances solo
| Ano  | Título                                              | Integrante(s)                            | Álbum                                      |
| ---- | --------------------------------------------------- | ---------------------------------------- | ------------------------------------------ |
| 2016 | "Cheer Up" (Originalmente por TWICE)                | Seunghee                                 | Idol Vocal League - Girl Spirit Episode 04 |
| 2016 | "24 Hours" (Originalmente por Sunmi)                | Seunghee, Mimi e Yooa (com Ladies' Code) | Idol Vocal League - Girl Spirit Episode 06 |
| 2016 | "No No No" (Originalmente por Apink)                | Seunghee Mimi e Yooa (com Ladies' Code)  | Idol Vocal League - Girl Spirit Episode 06 |
| 2016 | "Maybe I Love You" (Originalmente por Girl Friends) | Seunghee (com Chae Ri-na)                | Idol Vocal League - Girl Spirit Episode 07 |
| 2016 | "Lover" (Originalmente por Roo'ra)                  | Seunghee (com Chae Ri-na)                | Idol Vocal League - Girl Spirit Episode 07 |

## Videografia

### Videoclipes
| Ano  | Título                                            | Diretor                        |
| ---- | ------------------------------------------------- | ------------------------------ |
| 2015 | "Cupid"                                           | Hong Won-ki (Zanybros)         |
| 2015 | "Closer"                                          | Yoo Seung-kyun (Sunny Visual)  |
| 2016 | "Liar Liar"                                       | Digipedi                       |
| 2016 | "Liar Liar (ver.2)"                               | Digipedi                       |
| 2016 | "Windy Day"                                       | Digipedi                       |
| 2016 | "Listen to My Word (A-ing)"                       | Lee Inhoon (Segaji Video)      |
| 2016 | "White"                                           | Desconhecido                   |
| 2017 | "Coloring Book"                                   | Shin Hee-won (Stories We Tell) |
| 2018 | "Secret Garden"                                   | Yoo Sung-kyun (Sunny Visual)   |
| 2018 | "Banana Allergy Monkey"                           | Yoo Sung-kyun (Sunny Visual)   |
| 2018 | "Banana Allergy Monkey (Japanese ver.)"           | Hiroki Kashiwa                 |
| 2018 | "Remember Me"                                     | Yoo Sung-kyun (Sunny Visual)   |
| 2019 | "The Fifth Season (SSFWL)"                        | Yoo Sung-kyun (Sunny Visual)   |
| 2019 | "Bungee (Fall in Love)"                           | Yoo Sung-kyun (Sunny Visual)   |
| 2019 | "Bungee (Japanese ver.)" (Live ver.)              | Yasunori Sato                  |
| 2019 | "Eternally" (Live ver.)                           | Yasunori Sato                  |
| 2020 | "Nonstop"                                         | Yoo Sung-kyun (Sunny Visual)   |
| 2020 | "Dolphin"                                         | Yoo Sung-kyun (Sunny Visual)   |
| 2020 | "Nonstop (Japanese Version)"                      | Yoo Sung-kyun (Sunny Visual)   |
| 2020 | "SUPADUPA"                                        | Jinwoo Park                    |
| 2020 | "Bara Bam"                                        | Desconhecido                   |
| 2020 | "Etoile"                                          | Hiroki Kashiwa                 |
| 2020 | "Snow Ball (com Pororo, Loopy) (Dancealong ver.)" | Desconhecido                   |
| 2020 | "Snow Ball (Dancealong ver.)"                     | Desconhecido                   |
| 2020 | "Snow Ball (com Pororo, Loopy)"                   | Desconhecido                   |
| 2021 | "BOGGLE BOGGLE"                                   | Desconhecido                   |
| 2021 | "Baby Good Night"                                 | Desconhecido                   |
| 2021 | "Dun Dun Dance"                                   | Sunny Visual                   |

### Aparições em videoclipes
| Ano  | Título                   | Artista                                                              | Integrante(s) |
| ---- | ------------------------ | -------------------------------------------------------------------- | ------------- |
| 2013 | "Open the Door"          | Chang-jung                                                           | Seunghee      |
| 2015 | "Sweet Girl"             | B1A4                                                                 | Jiho          |
| 2016 | "The Love of Fingertips" | B1A4, Eunkwang, Chang-sub, Youngji, A-JAX, APRIL, Oh My Girl e Kassy | Todas         |